# Бярда, Славомир Славомирович
Славомир Славомирович Бярда (род. 24 августа 1997, Калининград) — российский волейболист, блокирующий клуба «Кама»

## Карьера
Уроженец Калининграда, с 2006 по 2013 год учился в спортивной школе № 10 у Иосифа Германовича Чаплыгина и Виталия Васильевича Могильникова. С 2014 года выступал в системе казанского «Зенита». Сначала волейболист играл за команду «Зенит-УОР», с которой стал бронзовым призёром молодёжной лиги-2017. Затем играл за клуб высшей лиги А «Академия», в котором был капитаном в сезоне 2019/20. В сезоне 2020/21 сыграл 22 матча за «Динамо-ЛО» в Суперлиге.
Был признан лучшим блокирующим Мемориала Вячеслава Платонова 2020 года.
В 2017 году в составе молодёжной сборной России Бярда завоевал бронзовую медаль молодёжного чемпионата мира.
Сестра Славомира — волейболистка диагональная Богумила Бярда.
Учился в Поволжской академии физической культуры, спорта и туризма.
В 2024 году перешёл в волейбольный клуб «Кама» (Пермский край).